# Erycia schistacea
Erycia schistacea är en tvåvingeart som beskrevs av Jean-Baptiste Robineau-Desvoidy 1863. Erycia schistacea ingår i släktet Erycia och familjen parasitflugor.
Artens utbredningsområde är Frankrike. Inga underarter finns listade i Catalogue of Life.